# Crimona
Crimona là một chi bướm đêm thuộc họ Noctuidae.

## Các loài
- Crimona pallimedia J.B. Smith, 1902